# Етно-насеље Врдничка кула
Етно-насеље Врдничка кула се налази на периферији насеља Врдник, на Фрушкој гори, непосредно испод Врдничке куле, на граници НП Фрушка гора. До насеља се долази са пута Врдник—Раковац или стазом здравља од Хотела „Премијер аква” у дужини од два километра.
Ено-насеље у власништво је компаније Промонт груп, отворено је 2015. године на површини од три хектара. У насељу су изграђени бунгалови (капацитета од једне до шест соба) у етно стилу, од дрвета и других природних материјала, етно ресторан, вински подрум, Хотел Врдничка кула који располаже са 23 смештајне јединице.
У оквиру комплекса подигнута је и црква брвнара посвећена Светом Георгију.

## Галерија
- Улаз у насеље
- Улаз задња страна
- Главна зграда
- Тераса и дечије игралиште
- Бунгалови
- Храм "Светог Вм. Георгија Победоносница"
- Храм поглед са стране
- Улаз у цркву
- Унутрашњост храма